# Svetat e golyam i spasenie debne otvsyakade
Svetat e golyam i spasenie debne otvsyakade é um filme de drama teuto-esloveno-húngaro-búlgaro de 2008 dirigido e coescrito por Stefan Komandarev, baseado no romance de Ilija Trojanow.
Rebatizado em inglês como The World is Big and Salvation Lurks Around the Corner, foi selecionado como representante da Bulgária à edição do Oscar 2009, organizada pela Academia de Artes e Ciências Cinematográficas.

## Elenco
| Ator                    | Papel                        |
| ----------------------- | ---------------------------- |
| Miki Manojlović         | Bai Dan                      |
| Carlo Ljubek            | Aleksander 'Sashko' Georgiev |
| Hristo Mutafchiev       | Vasil 'Vasko' Georgiev       |
| Ana Papadopulu          | Yana Georgieva               |
| Lyudmila Cheshmedzhieva | Baba Sladka                  |
| Nikolai Urumov          | agente                       |
| Vasil Vasilev-Zueka     | Ivo Chikagoto                |
| Dorka Gryllus           | Maria                        |
| Heinz Josef Braun       | Dr. Schreiber                |
| Stefan Valdobrev        | Stoyan                       |